# Buckeye Manufacturing Company

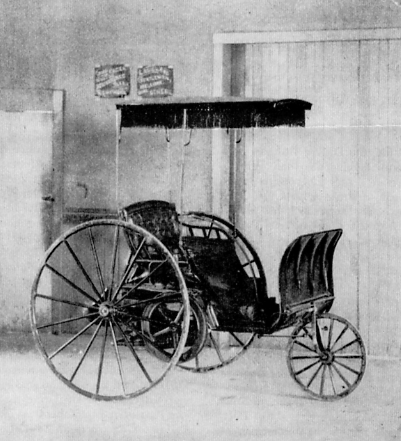
Buckeye Gasoline Buggy (1891)

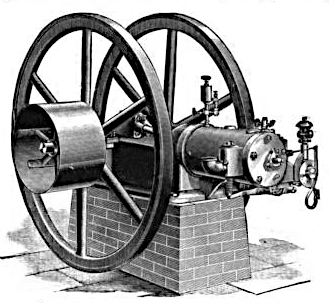
Lambert-Stationärmotor (1895)

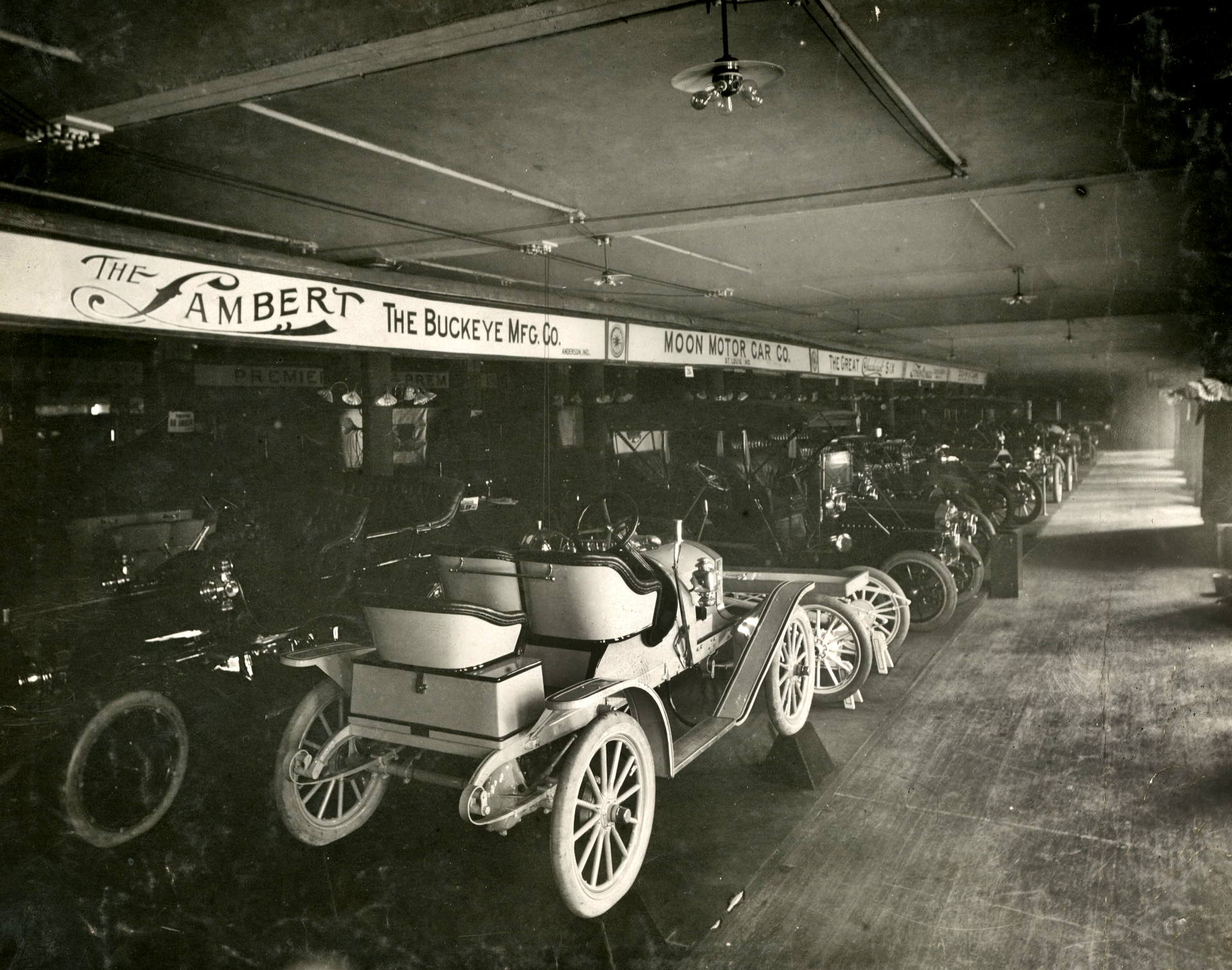
Buckeye Manufacturing Company (1908)

Die Buckeye Manufacturing Company war ein US-amerikanisches Produktionsunternehmen, das ursprünglich Teile für kleine Fuhrwerke fertigte.

## Beschreibung
Die Gesellschaft wurde 1884 in Union City (Ohio) ursprünglich als Lambert Brothers and Company gegründet. Am Anfang des 20. Jahrhunderts stellte sie den Buckeye Gasoline Buggy und Teile für die Lambert Automobile Company und die Union Automobile Company her.
Eine der Tochtergesellschaften war die Pioneer Pole and Shaft Company die von George A. Lambert, dem Sohn des Gründers John W. Lambert geleitet wurde. Andere Tochtergesellschaften waren die Union Automobile Company, die Lambert Automobile Company und die Lambert Gas and Gasoline Engine Company, die von John W. Lambert selbst geleitet wurden.

## Geschichte
Die Buckeye Manufacturing Company wurde 1884 mit einem Stammkapital von 2000 US-Dollar gegründet. Ursprünglich wurden Joche für Buggys und andere Fuhrwerksteile hergestellt. In dem Unternehmen waren sechs Arbeiter und einige Jungen als Helfer beschäftigt. Nach wenigen Jahren wurde der Unternehmensname in J. H. Osborne and Company geändert. Dann kamen einige Werkzeuge zum Sortiment dazu. Das Unternehmen entwickelte eine handbetriebene Bohrmaschine, die den Namen dieses Unternehmens trug. 1890 verließ Mr Osborne die Gesellschaft, die dann wieder den ursprünglichen Namen annahm. 1891 brannte die Buckeye Manufacturing Company nieder. Der Schaden an Gebäuden und Waren belief sich auf 15.000 Dollar, wovon 12.000 Dollar von der Versicherung getragen wurden. Mit diesem Geld wurden die Unternehmensgebäude wieder aufgebaut.
Der Buckeye-Stationärmotor, der von John W. Lambert entworfen wurde, wurde 1894 patentiert. Das Unternehmen begann mit dem Bau dieser Stationärmotoren, da die Kunden noch kein Interesse an Lamberts Automobilen zeigten. In diesem Jahr wurde das Geschäftskapital auch auf 100.000 Dollar aufgestockt. John W. Lambert wurde Präsident der Gesellschaft und seine Eltern übernahmen weitere Schlüsselpositionen. Sein Vater wurde Vizepräsident und seine Mutter Chefsekretärin und Leiterin des Rechnungswesens.
Dann zog die Buckeye Manufacturing Company nach Anderson (Indiana) in den Evalyn-Industriepark an die Third Street und Sycamore Street um. 1903 kaufte man 20.000 m² an der Columbus Avenue dazu. Der Anderson Weekly Herald berichtete, dass die neue Fabrik bis zu 28.000 m² Produktionsfläche hätte und 350 bis 400 Leuten Arbeit gäbe. Sie würde mit modernsten Einrichtungen, zum Beispiel elektrischen Kränen, ausgestattet. Die Gebäudeinvestitionen sollten sich auf 150.000 Dollar belaufen. Ein Vertrag über die Stahlbauarbeiten sollte mit Generalübernehmer wenige Tage nach Erscheinen des Zeitungsartikels unterzeichnet werden. Die Fabrik stellte Benzinmotoren und Stahlpressteile für Lambert-Automobile her.
Das Gelände wurde Hannah Croak-Gelände genannt und gehörte Mrs. Hannah Carey und Mrs. Pfafflin. Die Transaktion wurde von der Sears Real Estate Company abgewickelt. Die Buckeye Manufacturing Company ging dann in der Lambert Gas and Gasoline Engine Company auf. In der neuen Fabrik wurden Teile für Lambert-Automobile hergestellt. Die Serienfertigung begann 1905.